# Досье «Беларусь»
«Досье „Беларусь“» (англ. The Belarus File)    — американский телефильм 1985 года, первый из двух фильмов о детективе Коджаке, снятых каналом «Си-би-эс» в продолжение телесериала «Коджак».

## Сюжет
Детектив Тео Коджак из Департамента полиции Нью-Йорка расследует подозрительное убийство нескольких человек белорусского происхождения. Первоначально он не выявляет никаких мотивов убийств: жертвы были респектабельными гражданами, все знавшие их хорошо о них отзываются, у них не было известных врагов. Поначалу кажется, что убийства никак не связаны. Однако, Коджак замечает, что все убитые знали друг друга, были одного возраста, и эмигрировали в США вскоре после окончания Второй мировой войны.
Когда Коджак активизирует своё расследование, его руководство приказывает прекратить дело, намекая, что такое распоряжение поступило из Госдепартамента США. Коджак понимает, что разгадку нужно искать в прошлом убитых — до их приезда в США. Он посещает Госдепартамент США в надежде получить доступ к иммиграционным досье жертв, однако, федералы не допускают его к архивам.
Но вдруг на помощь Коджаку приходит федеральный агент Дана Саттон, действующая из личных мотивов. Коджак и Саттон, выясняют, что все убитые тайно были ввезены спецслужбами США после окончания Второй мировой войны — это белорусские коллаборационисты, нацистские преступники, связанные с концентрационными лагерями на оккупированной нацистами территории СССР…

## В ролях
- Телли Савалас — Тео Коджак, лейтенант полиции, детектив
- Сюзанн Плешетт — Дана Саттон
- Макс Фон Сюдов — Питер Бэрэк
- Бетси Айдем — Элисса Бэрэк
- Херберт Бергхоф — Бачард
- Алан Розенберг — Ластинг
- Дэн Фрейзер — капитан Фрэнк МакНил
- Чарльз Браун — капитан Юлиус Гэй
- Джордж Савалас — детектив Ставрос
- Марк Рассел — детектив Саперштейн
- Винс Конти — детектив Риццо
- Кларенс Фелдер — детектив Келли
- Дэвид Лири — Крис Кеннерт
- Сэл Ла Пера — Владимир Фитцев
- Рита Карин — миссис Фитцев
- Ноберто Кернер — Николай Кастёнов
- Герман Шведт — Вадим Севатский
- Р. Дж. Адамс — Мерис, агент ФБР
- Джеймс Хэнди — агент ФБР
- Дэн Лория — агент ФБР
- Ник Конти — судья

## О фильме
В отличие от других последовавших за сериалом фильмов о Коджаке или с участием этого персонажа, в этом фильме «в сборе» почти вся старая сериальная команда — Дэн Фрейзер в роли капитана Макнила, детектив Ставрос в исполнении брата исполнителя главной роли Джорджа Саваласа (это его последняя роль, вскоре после съёмок он умер), здесь же и детективы Риццо и Саперштейн, только не хватает детектива Бобби Крокера — «любимчика» и фактически напарника Коджака, его «место» в фильме занимает федеральный агент Дана Саттон.

## Литературная и реальная основа
В основе идеи сюжета документальная книга Джона Лофтуса «Белорусский секрет».
В этой книге автор утверждал, что белорусские коллаборационисты, в частности многие из 30-й «белорусской» дивизии СС, после войны получили помощь в США — во многом благодаря усилиям видного сотрудника американских спецслужб Фрэнка Виснера. Вопреки федеральному закону, утверждал Лофтус, спецслужбы США помогли им получить визы, а затем американское гражданство. По словам Лофтуса, эти лица планировалось использовать при возможной войне с СССР, и спецслужбы защищали их от разоблачения в течение десятилетий.
В рецензии на книгу газета «Нью-Йорк Таймс» писала:

Возникает вопрос, не преувеличил ли автор в своем усердии некоторые из своих материалов? Он говорит, что 300 белорусских нацистов и «ещё большее количество украинских нацистов» были ввезены контрабандой. Но он не проводит различия между документированными военными преступниками и прихлебателями и, возможно, другими менее виновными коллаборационистами. Тем не менее, книга наверняка станет ценным источником информации, когда Конгресс возобновит слушания по обвинению в сокрытии военных преступников.
Израильский историк и «охотник за нацистами» Эфраим Зурофф описал книгу как дискуссионную, исследователь преступлений нацистов Дэвид Марвелл как любительское исследование.
В 2009 году некий Виталий Зайка в издаваемой в США белорусскими эмигрантами газете «Беларус» резко раскритиковал книгу и обвинил Лофтуса в фальсификации.

## Рецензии на фильм
- Jeff Jarvis — Picks and Pans Review: Kojak: the Belarus File // People, February 18, 1985
- Micjarl E. Hill — Kojak Is Back // The Washington Post, February 10, 1985. — p. 3.